# 朱莉娅·埃莫洛
朱莉娅·埃莫洛（義大利語：Giulia Emmolo，1991年10月16日—），意大利女子水球运动员。她曾代表意大利国家队参加2012年和2016年夏季奥林匹克运动会水球比赛。其中2016年奥运会收获一枚银牌。